# Liste der Orte im Landkreis Main-Spessart
Die Liste der Orte im Landkreis Main-Spessart listet die 195 amtlich benannten Gemeindeteile (Hauptorte, Kirchdörfer, Pfarrdörfer, Dörfer, Weiler und Einöden) im Landkreis Main-Spessart auf.

## Systematische Liste
Alphabet der Städte und Gemeinden mit den zugehörigen Orten.
- Die Stadt Arnstein mit 20 Gemeindeteilen:
  - Hauptort Arnstein
  - Pfarrdörfer Altbessingen, Gänheim, Müdesheim und Schwebenried
  - Kirchdörfer Binsbach, Binsfeld, Büchold, Halsheim, Heugrumbach, Neubessingen, Reuchelheim und Sachserhof
  - Dörfer Dattensoll und Marbach
  - Weiler Dürrhof, Ebenroth und Ruppertzaint
  - Einöden Erlasee und Faustenbach

- Die Gemeinde Aura i.Sinngrund mit 3 Gemeindeteilen:
  - Kirchdorf Aura i.Sinngrund
  - Weiler Deutelbach
  - Einöde Forsthaus Zieglerfeld

- Die Gemeinde Birkenfeld mit 3 Gemeindeteilen:
  - Pfarrdörfer Billingshausen und Birkenfeld
  - Einöde Weidenmühle

- Die Gemeinde Bischbrunn mit 9 Gemeindeteilen:
  - Pfarrdorf Bischbrunn
  - Kirchdorf Oberndorf
  - Weiler Breitsol und Straßlücke
  - Einöden Neubau, Schleifmühle, Sylvan im Weihersgrund und Torhaus Aurora

- Der Markt Burgsinn mit 2 Gemeindeteilen:
  - Hauptort Burgsinn
  - Einöde Trockenbachshof

- Die Gemeinde Erlenbach bei Marktheidenfeld mit 4 Gemeindeteilen:
  - Pfarrdorf Erlenbach bei Marktheidenfeld
  - Dorf Tiefenthal
  - Einöden Barthelsmühle und Ziegelhütte

- Die Gemeinde Esselbach mit 10 Gemeindeteilen:
  - Pfarrdorf Esselbach
  - Dörfer Kredenbach und Steinmark
  - Einöden Faun, Heinrichsmühle, Karlshöhe, Kieseckersmühle, Schleifthor, Wagenmühle (alte) und Wagenmühle (neue)

- Die Gemeinde Eußenheim mit 7 Gemeindeteilen:
  - Pfarrdörfer Aschfeld, Bühler, Eußenheim und Hundsbach
  - Kirchdörfer Münster und Obersfeld
  - Weiler Schönarts

- Die Gemeinde Fellen mit 4 Gemeindeteilen:
  - Pfarrdorf Fellen
  - Kirchdorf Rengersbrunn
  - Dorf Wohnrod
  - Weiler Neuhof

- Der Markt Frammersbach mit 2 Gemeindeteilen:
  - Hauptort Frammersbach
  - Kirchdorf Habichsthal

- Die Stadt Gemünden am Main mit 16 Gemeindeteilen:
  - Hauptort Gemünden am Main
  - Pfarrdörfer Hofstetten, Langenprozelten, Massenbuch und Wernfeld
  - Kirchdörfer Adelsberg, Aschenroth, Harrbach, Schaippach, Schönau und Seifriedsburg
  - Dörfer Hohenroth, Kleinwernfeld und Neutzenbrunn
  - Weiler Reichenbuch
  - Einöde Zollberg

- Die Gemeinde Gössenheim mit 2 Gemeindeteilen:
  - Pfarrdorf Gössenheim
  - Kirchdorf Sachsenheim

- Die Gemeinde Gräfendorf mit 8 Gemeindeteilen:
  - Pfarrdörfer Gräfendorf und Wolfsmünster
  - Kirchdörfer Michelau an der Saale, Schonderfeld und Weickersgrüben
  - Einöden Eidenbacherhof, Hurzfurt und Seewiese

- Die Gemeinde Hafenlohr mit 8 Gemeindeteilen:
  - Pfarrdorf Hafenlohr
  - Kirchdorf Windheim
  - Weiler Einsiedel
  - Einöden Bahnbrückenmühle, Diana, Hubertushöhe, Lindenfurterhof und Torhaus Breitfurt

- Die Gemeinde Hasloch mit 4 Gemeindeteilen:
  - Pfarrdorf Hasloch
  - Dorf Hasselberg
  - Weiler Barthelsmühle und Eisenhammer

- Die Gemeinde Himmelstadt mit dem gleichnamigen Pfarrdorf

- Der Markt Karbach mit 4 Gemeindeteilen:
  - Hauptort Karbach
  - Einöden Fuchsenmühle, Hessenmühle und Neumühle

- Die Stadt Karlstadt mit 12 Gemeindeteilen:
  - Hauptort Karlstadt
  - Pfarrdörfer Gambach, Heßlar, Karlburg, Laudenbach, Mühlbach, Rohrbach, Stadelhofen, Stetten und Wiesenfeld
  - Dörfer Erlenbach und Rettersbach

- Die Gemeinde Karsbach mit 4 Gemeindeteilen:
  - Pfarrdörfer Höllrich und Karsbach
  - Kirchdörfer Heßdorf und Weyersfeld

- Der Markt Kreuzwertheim mit 4 Gemeindeteilen:
  - Hauptort Kreuzwertheim
  - Pfarrdörfer Röttbach und Unterwittbach
  - Kirchdorf Wiebelbach

- Die Stadt Lohr am Main mit 11 Gemeindeteilen:
  - Hauptort Lohr am Main
  - Stadtteile Buchenmühle, Halsbach, Pflochsbach, Rodenbach, Ruppertshütten, Sackenbach, Sendelbach, Steinbach und Wombach
  - Wallfahrtskirche (-kapelle) Mariabuchen

- Die Stadt Marktheidenfeld mit 9 Gemeindeteilen:
  - Hauptort Marktheidenfeld
  - Pfarrdörfer Michelrieth und Zimmern
  - Kirchdörfer Glasofen und Marienbrunn
  - Dörfer Altfeld und Oberwittbach
  - Weiler Eichenfürst
  - Einöde Haunermühle

- Die Gemeinde Mittelsinn mit dem gleichnamigen Pfarrdorf

- Die Gemeinde Neuendorf (Unterfranken) mit 2 Gemeindeteilen:
  - Pfarrdorf Neuendorf
  - Dorf Nantenbach

- Die Gemeinde Neuhütten mit 3 Gemeindeteilen:
  - Kirchdorf Neuhütten
  - Siedlung Lohrerstraße
  - Weiler Bischbornerhof

- Die Gemeinde Neustadt am Main mit 4 Gemeindeteilen:
  - Pfarrdorf Neustadt am Main
  - Kirchdorf Erlach am Main
  - Einöden Aurora und Margarethenhof

- Der Markt Obersinn mit 2 Gemeindeteilen:
  - Hauptort Obersinn
  - Weiler Emmerichsthal

- Die Gemeinde Partenstein mit dem gleichnamigen Pfarrdorf

- Die Gemeinde Rechtenbach mit dem gleichnamigen Pfarrdorf

- Die Gemeinde Retzstadt mit dem gleichnamigen Pfarrdorf

- Die Stadt Rieneck mit 2 Gemeindeteilen:
  - Hauptort Rieneck
  - Sonstiger Ort Dürrhof

- Die Gemeinde Roden mit 7 Gemeindeteilen:
  - Kirchdörfer Ansbach und Roden
  - Einöden Brunnenmühle, Holzmühle, Neumühle, Rosenmühle und Schmittsmühle

- Die Stadt Rothenfels mit 2 Gemeindeteilen:
  - Hauptort Rothenfels
  - Kirchdorf Bergrothenfels

- Die Gemeinde Schollbrunn mit 7 Gemeindeteilen:
  - Pfarrdorf Schollbrunn
  - Weiler Zwieselmühle
  - Einöden Baumgartshof, Nickelsmühle, Schneidmühle und Schreckenmühle
  - Karthause Grünau

- Die Gemeinde Steinfeld mit 3 Gemeindeteilen:
  - Kirchdörfer Hausen und Waldzell
  - Dorf Steinfeld

- Der Markt Thüngen mit dem gleichnamigen Markt

- Der Markt Triefenstein mit 5 Gemeindeteilen:
  - Ehemaliger Markt Homburg am Main
  - Pfarrdörfer Lengfurt, Rettersheim und Trennfeld
  - Kloster Triefenstein

- Die Gemeinde Urspringen mit dem gleichnamigen Pfarrdorf

- Die Gemeinde Wiesthal mit 2 Gemeindeteilen:
  - Pfarrdorf Wiesthal
  - Kirchdorf Krommenthal

- Der Markt Zellingen mit 3 Gemeindeteilen:
  - Hauptort Zellingen
  - Ehemaliger Markt Retzbach
  - Pfarrdorf Duttenbrunn

## Alphabetische Liste
In Fettschrift erscheinen die Orte, die namengebend für die Gemeinde sind.

### A
- Adelsberg zu Gemünden a.Main
- Altbessingen zu Arnstein
- Altfeld zu Marktheidenfeld
- Ansbach zu Roden
- Arnstein
- Aschenroth zu Gemünden a.Main
- Aschfeld zu Eußenheim
- Aura i.Sinngrund
- Aurora zu Neustadt a.Main

### B
- Bahnbrückenmühle zu Hafenlohr
- Barthelsmühle zu Erlenbach b.Marktheidenfeld
- Barthelsmühle zu Hasloch
- Baumgartshof zu Schollbrunn
- Bergrothenfels zu Rothenfels
- Billingshausen zu Birkenfeld
- Binsbach zu Arnstein
- Binsfeld zu Arnstein
- Birkenfeld zu Birkenfeld
- Bischbornerhof zu Neuhütten
- Bischbrunn zu Bischbrunn
- Breitsol zu Bischbrunn
- Brunnenmühle zu Roden
- Buchenmühle zu Lohr a.Main
- Büchold zu Arnstein
- Bühler zu Eußenheim
- Burgsinn

### D
- Dattensoll zu Arnstein
- Deutelbach zu Aura i.Sinngrund
- Diana zu Hafenlohr
- Dürrhof zu Arnstein
- Dürrhof zu Rieneck
- Duttenbrunn zu Zellingen

### E
- Ebenroth zu Arnstein
- Eichenfürst zu Marktheidenfeld
- Eidenbacherhof zu Gräfendorf
- Einsiedel zu Hafenlohr
- Eisenhammer zu Hasloch
- Emmerichsthal zu Obersinn
- Erlach am Main zu Neustadt a.Main
- Erlasee zu Arnstein
- Erlenbach zu Karlstadt
- Erlenbach b.Marktheidenfeld zu Erlenbach b.Marktheidenfeld
- Esselbach zu Esselbach
- Eußenheim zu Eußenheim

### F
- Faun zu Esselbach
- Faustenbach zu Arnstein
- Fellen
- Forsthaus Zieglerfeld zu Aura i.Sinngrund
- Frammersbach
- Fuchsenmühle zu Karbach

### G
- Gambach zu Karlstadt
- Gänheim zu Arnstein
- Gemünden a.Main
- Glasofen zu Marktheidenfeld
- Gössenheim
- Gräfendorf
- Grünau zu Schollbrunn

### H
- Habichsthal zu Frammersbach
- Hafenlohr zu Hafenlohr
- Halsbach zu Lohr a.Main
- Halsheim zu Arnstein
- Harrbach zu Gemünden a.Main
- Hasloch zu Hasloch
- Hasselberg zu Hasloch
- Haunermühle zu Marktheidenfeld
- Hausen zu Steinfeld
- Heinrichsmühle zu Esselbach
- Heßdorf zu Karsbach
- Hessenmühle zu Karbach
- Heßlar zu Karlstadt
- Heugrumbach zu Arnstein
- Himmelstadt
- Hofstetten zu Gemünden a.Main
- Hohenroth zu Gemünden a.Main
- Höllrich zu Karsbach
- Holzmühle zu Roden
- Homburg am Main zu Triefenstein
- Hubertushöhe zu Hafenlohr
- Hundsbach zu Eußenheim
- Hurzfurt zu Gräfendorf

### K
- Karbach
- Karlburg zu Karlstadt
- Karlshöhe zu Esselbach
- Karlstadt zu Karlstadt
- Karsbach zu Karsbach
- Kieseckersmühle zu Esselbach
- Kleinwernfeld zu Gemünden a.Main
- Kredenbach zu Esselbach
- Kreuzwertheim zu Kreuzwertheim
- Krommenthal zu Wiesthal

### L
- Langenprozelten zu Gemünden a.Main
- Laudenbach zu Karlstadt
- Lengfurt zu Triefenstein
- Lindenfurterhof zu Hafenlohr
- Lohr a.Main
- Lohrerstraße zu Neuhütten

### M
- Marbach zu Arnstein
- Margarethenhof zu Neustadt a.Main
- Mariabuchen zu Lohr a.Main
- Marienbrunn zu Marktheidenfeld
- Marktheidenfeld zu Marktheidenfeld
- Massenbuch zu Gemünden a.Main
- Michelau an der Saale zu Gräfendorf
- Michelrieth zu Marktheidenfeld
- Mittelsinn
- Müdesheim zu Arnstein
- Mühlbach zu Karlstadt
- Münster zu Eußenheim

### N
- Nantenbach zu Neuendorf
- Neubau zu Bischbrunn
- Neubessingen zu Arnstein
- Neuendorf
- Neuhof zu Fellen
- Neuhütten
- Neumühle zu Karbach
- Neumühle zu Roden
- Neustadt a.Main
- Neutzenbrunn zu Gemünden a.Main
- Nickelsmühle zu Schollbrunn

### O
- Oberndorf zu Bischbrunn
- Obersfeld zu Eußenheim
- Obersinn
- Oberwittbach zu Marktheidenfeld

### P
- Partenstein
- Pflochsbach zu Lohr a.Main

### R
- Rechtenbach
- Reichenbuch zu Gemünden a.Main
- Rengersbrunn zu Fellen
- Rettersbach zu Karlstadt
- Rettersheim zu Triefenstein
- Retzbach zu Zellingen
- Retzstadt
- Reuchelheim zu Arnstein
- Rieneck
- Roden
- Rodenbach zu Lohr a.Main
- Rohrbach zu Karlstadt
- Rosenmühle zu Roden
- Rothenfels
- Röttbach zu Kreuzwertheim
- Ruppertshütten zu Lohr a.Main
- Ruppertzaint zu Arnstein

### S
- Sachsenheim zu Gössenheim
- Sachserhof zu Arnstein
- Sackenbach zu Lohr a.Main
- Schaippach zu Gemünden a.Main
- Schleifmühle zu Bischbrunn
- Schleifthor zu Esselbach
- Schmittsmühle zu Roden
- Schneidmühle zu Schollbrunn
- Schollbrunn
- Schönarts zu Eußenheim
- Schönau zu Gemünden a.Main
- Schonderfeld zu Gräfendorf
- Schreckenmühle zu Schollbrunn
- Schwebenried zu Arnstein
- Seewiese zu Gräfendorf
- Seifriedsburg zu Gemünden a.Main
- Sendelbach zu Lohr a.Main
- Stadelhofen zu Karlstadt
- Steinbach zu Lohr a.Main
- Steinfeld
- Steinmark zu Esselbach
- Stetten zu Karlstadt
- Straßlücke zu Bischbrunn
- Sylvan im Weihersgrund zu Bischbrunn

### T
- Thüngen
- Tiefenthal zu Erlenbach b.Marktheidenfeld
- Torhaus Aurora zu Bischbrunn
- Torhaus Breitfurt zu Hafenlohr
- Trennfeld zu Triefenstein
- Triefenstein
- Trockenbachshof zu Burgsinn

### U
- Unterwittbach zu Kreuzwertheim
- Urspringen

### W
- Wagenmühle (alte) zu Esselbach
- Wagenmühle (neue) zu Esselbach
- Waldzell zu Steinfeld
- Weickersgrüben zu Gräfendorf
- Weidenmühle zu Birkenfeld
- Wernfeld zu Gemünden a.Main
- Weyersfeld zu Karsbach
- Wiebelbach zu Kreuzwertheim
- Wiesenfeld zu Karlstadt
- Wiesthal
- Windheim zu Hafenlohr
- Wohnrod zu Fellen
- Wolfsmünster zu Gräfendorf
- Wombach zu Lohr a.Main

### Z
- Zellingen
- Ziegelhütte zu Erlenbach b.Marktheidenfeld
- Zimmern zu Marktheidenfeld
- Zollberg zu Gemünden a.Main
- Zwieselmühle zu Schollbrunn

| ↑ Zurück zum Inhaltsverzeichnis |